# Авар, Бану
Бану Авар (тур. Banu Avar; 18 июля 1955, Эскишехир, Турция) — турецкая журналистка, автор, поэт, ведущий новостей и политический комментатор.

## Биография
Является потомком аварцев, выходцев из дагестанского села Гимры Унцукульского района, её предки перебрались в Турцию в XIX веке.
Она начала свою карьеру в турецком журнале Süreç в 1980 году и работала в таких газетах, как Günaydin, Dünya и Vatan.
После получения степени магистра в Лондонском городском университете она работала на Би-би-си в качестве радиорепортера для турецкого отдела новостей и обучалась в отделе документальных фильмов Би-би-си. Она была нанята Турецкая телерадиокомпания (TRT) в Лондоне. Некоторое время спустя она стала репортером популярной телевизионной программы 32. С 1985 года она работала продюсером. Документальный фильм о Кипре и о белом железном коне - один из самых известных документальных фильмов в Турции. Она также работала режиссёром и продюсером с 1985 года. В 1999 году она создала две программы для TRT. Она также сделала документальные фильмы для Discovery Channel и BBC.
В 1999 году она начала создавать документальные фильмы на турецком телеканале TV8 и работала там в качестве режиссёра до 2004 года. После ухода с этой работы она перешла в TRT 1 и начала выпускать для них документальные фильмы, начиная с Sinirlar Arasinda. К настоящему времени на телевидении появилось более 20 таких документальных фильмов. Она также представила антикапиталистическую программу для TRT 1.
Страны, которые показали её работу, включают: Францию, Нидерланды, Израиль, Палестину, Узбекистан, Иран, Алжир, Данию и Великобританию. Она стала более критичной по отношению к Турции и другим европейским странам.

## Фильмография
- Deniz (1999)
- Hayatım Müzik (Mayıs 1999-Ocak 2000)
- Önemli müzik adamlarının yaşam öyküleri( 15 Bölüm )
- Depremle Yaşamak (2000) ( 10 Bölüm )
- Unutulan Yıllar (2000)
- Denizciler Belgeseli (2000–2001)
- Deniz kuvvetleri Komutanlığı desteğiyle Türkiye’nin denizcilik tarihi
- Deniz Kuvvetleri, Deniz Ticareti ve Deniz Sporunun tarihi ve bugünü ( 9 Bölüm )
- Türkiye Sevdalıları (2000–2001)
- Afghanistan : Devlerin Savaş Alanı (2002)
- Ohri Ohri Güzel Ohri (2002)
- Artık Biz De Varız (2002)
- Atletin Adı : Süreyya (2002)
- Bir Zamanlar Kıbrıs'ta (2003)
- Unutulan Yıllar (2003)
- Kafkaslarda Politik Bir Satranç Ustası : Rıza Oğlu Haydar Aliyev (2004)
- Sınırlar Arasında (2004–2008)

## Награды
- Премия Союза писателей Турции - 2005
- Премия TÜRKSAV - 2005
- Телевизионная премия Ассоциация современных журналистов - 2006
- Награда за вклад в ататюркизм - 2006/07
- Премия «Женщина сердца» - 2006